# Zérubia
Zérubia (korsisch Zirubia; italienisch Zerubia) ist eine Gemeinde in Frankreich. Sie gehört zum Département Corse-du-Sud, zum Arrondissement Sartène und zum Kanton Sartenais-Valinco auf der Mittelmeerinsel Korsika. Nachbargemeinden sind
- Aullène im Norden,
- Serra-di-Scopamène im Nordosten,
- Sorbollano im Osten,
- Zoza im Südosten,
- Cargiaca im Süden,
- Santa-Maria-Figaniella im Südwesten,
- Petreto-Bicchisano und Moca-Croce im Westen.

## Bevölkerungsentwicklung
| Jahr      | 1962 | 1968 | 1975 | 1982 | 1990 | 1999 | 2008 | 2012 |
| --------- | ---- | ---- | ---- | ---- | ---- | ---- | ---- | ---- |
| Einwohner | 60   | 50   | 40   | 27   | 34   | 29   | 29   | 31   |